# 任國楨 (明朝)
任國楨（16世紀—17世紀），字士彥，南直隸安慶府懷寧縣人，明朝政治人物。

## 生平
萬曆三十四年（1606年）中丙午科應天鄉試舉人，三十八年（1610年）成進士，獲授戶部主事，轉任南京戶部，監督淮安的稅務。外任袁州知府，就任後立刻勸解百姓不要當盜賊，犯法者勸諭後送還鄉老處理，當年袁州犯罪事件立刻減少；其時魏忠賢黨羽專權，寫信招攬他，他始終不理會。
此後，任國楨升任山東兵備道副使，崇禎二年（1629年）入援戒嚴的北京，特陞湖廣按察使，很快因為母親年老辭官終養，母親死後服喪完畢，次日卒，入祀鄉賢祠。

## 家族
父任可容，萬曆五年進士。